# 領主裁判権
領主裁判権（りょうしゅさいばんけん）とは、ヨーロッパ中世において、封建領主が荘園の慣習法にもとづいて行使した裁判権。

## 概要
領主裁判権は、領主が領民に対して有していた裁判権で、領主の意志に左右され、カール・マルクスの理論では農奴を根幹とする荘園農民から剰余生産物を収取するための経済外的強制の一手段とされる。
中世ヨーロッパにおいては広範囲でみられたが、フランスではフランス革命において、バスティーユ襲撃後の1789年8月11日、憲法制定国民議会の発した法令により封建制の廃止と領主裁判権をはじめとする貴族の人格的支配が否定された。
西部ドイツでは、1803年の帝国代表者会議主要決議で領土を多く獲得し、1805年にはナポレオン1世を保護者とするライン同盟に加盟したバーデンやヴュルテンベルクにおいては、ナポレオン法典が施行され、19世紀初頭の行政改革の結果、内閣制度の導入や領主裁判権の破棄、身分制の廃止、思想や信仰の自由が定められた。
エルベ川以東の東部ドイツ諸地域では、15世紀から19世紀にかけて農場領主制（グーツヘルシャフト）という荘園の一形態が発展した。これは中世ドイツの騎士たちが直接農地経営に乗り出すようになったことに起源が求められる。地主領主（ユンカー）は直営地（騎士領）を中心に、13世紀以来の東方植民で生まれた自営農民を支配下に収めて自己経営を拡大するとともに、そこでは領主権・土地所有権・領主裁判権を併せもっていた 。
ロシア帝国支配下の農民には、国有地農民、修道院農民、貴族領農民などがあったが、いずれも農奴制の下におかれていた。農民は移動の自由のみならず結婚の自由ももたず、領主裁判権に服さなければならなかった。領主裁判権は殺人などの重罪をのぞき、領主または領地管理人が審判し、判決を下す制度であり、農民たちは些細なことで鞭打ち刑や罰金刑に服さなければならなかった。こうした農奴の境遇が改善されたのは、露暦1861年2月19日（グレゴリオ暦では同年3月5日）に、皇帝アレクサンドル2世によって農奴解放令が発布されてからのことである。